# مناخ مصر

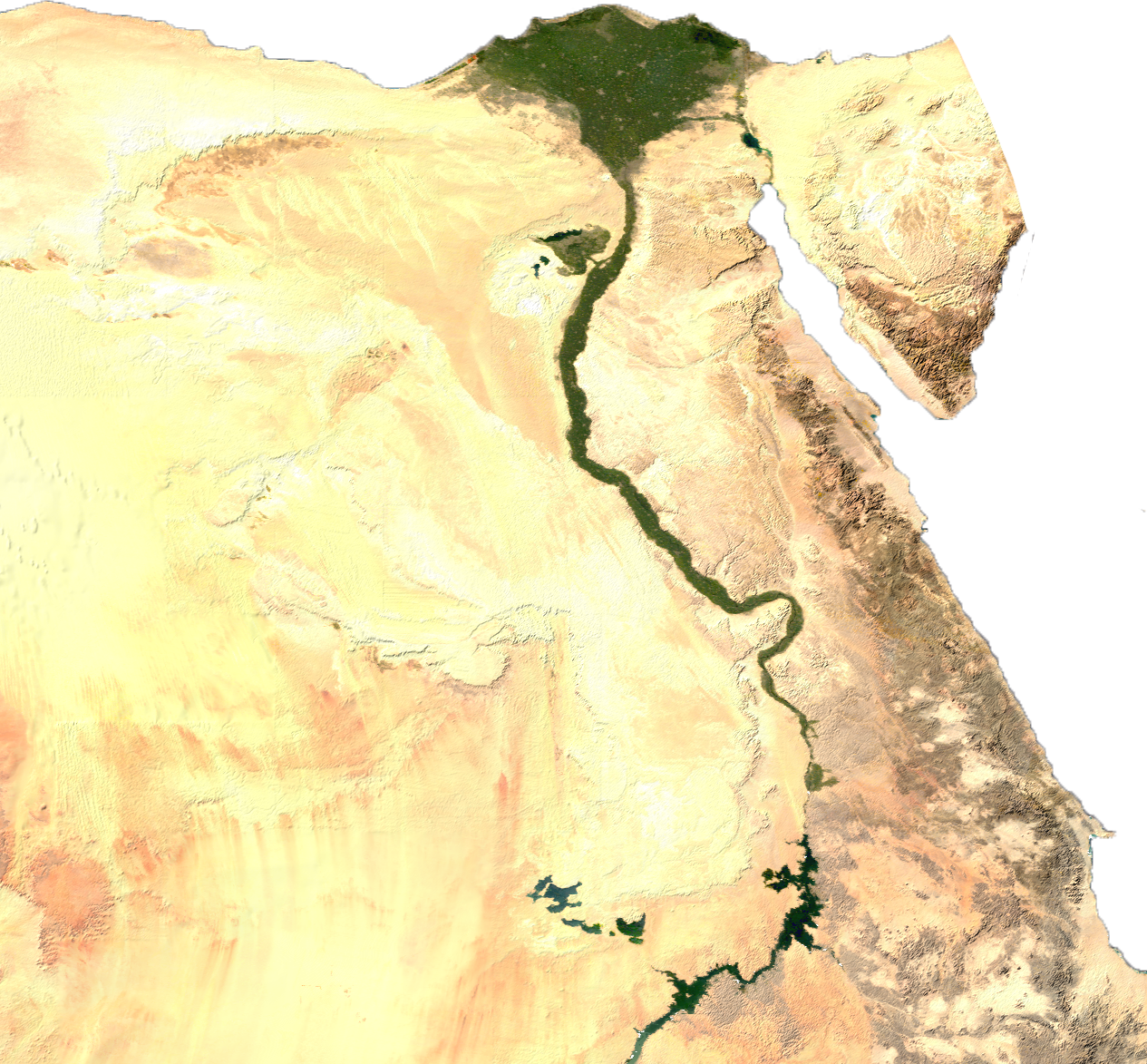
منظر عام لمصر

مناخ مصر بشكل عام هو مناخ صحراوي حار. وهو جاف للغاية في جميع أنحاء البلاد باستثناء الساحل الشمالي للبحر الأبيض المتوسط الذي يستقبل هطول الأمطار في الشتاء. وبالإضافة إلى ندرة هطول الأمطار، فإن الحرارة الشديدة خلال أشهر الصيف هي أيضًا سمة مناخية عامة في مصر.

## الرياح
تهب الرياح الشمالية الغربية القادمة من البحر الأبيض المتوسط بشكل مستمر على الساحل الشمالي دون أن تعيقها سلسلة جبلية، وبالتالي تؤدي إلى انخفاض درجات الحرارة بشكل كبير على مدار العام.

خريطة مصر حسب تصنيف كوبن للمناخ

تتراوح متوسط درجات الدنيا من 9.5 °م (49.1 °ف) في فصل الشتاء إلى 23 °م (73 °ف) في فصل الصيف ومتوسط درجات الحرارة القصوى تتراوح من 17 °م (63 °ف) في فصل الشتاء إلى 32 °م (90 °ف) في الصيف. وعلى الرغم من أن درجات الحرارة معتدلة على طول السواحل، إلا أن الوضع يتغير في الداخل، بعيدًا عن الرياح الشمالية. حيث يمكن أن تتجاوز درجة الحرارة في الصيف 40 °م (104 °ف) كما هو الحال في أسوان، والأقصر.

## العواصف الرملية
في كل عام، تهب رياح الخماسين التي تهب من الجنوب أو الجنوب الشرقي في الفترة بين مارس إلى مايو، وهي رياح شديدة الحرارة وجافة ومغبرة. عندما تهب هذه الرياح فوق مصر، فإنها تتسبب في ارتفاع درجات الحرارة وعادة ما تزيد عن 45 °م (113 °ف)، وتنخفض مستويات الرطوبة إلى أقل من 5٪.

## هطول الأمطار
تستقبل مصر ما بين 20 ملم (0.79 بوصة) و 200 ملم (7.87 بوصة) من المتوسط السنوي لهطول الأمطار على طول ساحل البحر الأبيض المتوسط، ولكن جنوبًا ينخفض المتوسط إلى ما يقرب من 0 ملم (0.00 بوصة). ومدة سطوع الشمس عالية في جميع أنحاء مصر، وتتراوح من 3300 ساعة على طول الجزء الشمالي الأقصى في أماكن مثل الإسكندرية لتصل إلى أكثر من 4000 ساعة في الداخل، في معظم أنحاء البلاد.

## تساقط الثلوج
عادة ما تتساقط الثلوج على جبال سيناء، ولكنه لا تكاد تثلج في معظم المدن مثل الجيزة والقاهرة والإسكندرية. في ديسمبر 2013، تساقطت الثلوج في القاهرة لليلة واحدة وذلك للمرة الأولى منذ العام 1901.

## معلومات عامة
| البيانات المناخية لـلقاهرة, مصر                                                                            | البيانات المناخية لـلقاهرة, مصر | البيانات المناخية لـلقاهرة, مصر | البيانات المناخية لـلقاهرة, مصر | البيانات المناخية لـلقاهرة, مصر | البيانات المناخية لـلقاهرة, مصر | البيانات المناخية لـلقاهرة, مصر | البيانات المناخية لـلقاهرة, مصر | البيانات المناخية لـلقاهرة, مصر | البيانات المناخية لـلقاهرة, مصر | البيانات المناخية لـلقاهرة, مصر | البيانات المناخية لـلقاهرة, مصر | البيانات المناخية لـلقاهرة, مصر | البيانات المناخية لـلقاهرة, مصر |
| الشهر | يناير                           | فبراير                          | مارس                            | أبريل                           | مايو                            | يونيو                           | يوليو                           | أغسطس                           | سبتمبر                          | أكتوبر                          | نوفمبر                          | ديسمبر                          | المعدل السنوي                   |
| --- | ------------------------------- | ------------------------------- | ------------------------------- | ------------------------------- | ------------------------------- | ------------------------------- | ------------------------------- | ------------------------------- | ------------------------------- | ------------------------------- | ------------------------------- | ------------------------------- | ------------------------------- |
| الدرجة القصوى °م (°ف)                                                                                      | 31 (88)                         | 36 (97)                         | 40 (104)                        | 42 (108)                        | 44 (111)                        | 48 (118)                        | 44 (111)                        | 42 (108)                        | 44 (111)                        | 41 (106)                        | 37 (99)                         | 33 (91)                         | 48 (118)                        |
| متوسط درجة الحرارة الكبرى °م (°ف)                                                                          | 18.9 (66.0)                     | 20.4 (68.7)                     | 23.5 (74.3)                     | 28.3 (82.9)                     | 32 (90)                         | 33.9 (93.0)                     | 34.7 (94.5)                     | 34.2 (93.6)                     | 32.6 (90.7)                     | 29.2 (84.6)                     | 24.8 (76.6)                     | 20.3 (68.5)                     | 27.73 (81.91)                   |
| المتوسط اليومي °م (°ف)                                                                                     | 13.6 (56.5)                     | 14.9 (58.8)                     | 16.9 (62.4)                     | 21.2 (70.2)                     | 24.5 (76.1)                     | 27.3 (81.1)                     | 27.6 (81.7)                     | 27.4 (81.3)                     | 26 (79)                         | 23.3 (73.9)                     | 18.9 (66.0)                     | 15 (59)                         | 21.38 (70.48)                   |
| متوسط درجة الحرارة الصغرى °م (°ف)                                                                          | 9 (48)                          | 9.7 (49.5)                      | 11.6 (52.9)                     | 14.6 (58.3)                     | 17.7 (63.9)                     | 20.1 (68.2)                     | 22 (72)                         | 22.1 (71.8)                     | 20.5 (68.9)                     | 17.4 (63.3)                     | 14.1 (57.4)                     | 10.4 (50.7)                     | 15.76 (60.37)                   |
| أدنى درجة حرارة °م (°ف)                                                                                    | −1 (30)                         | −2 (28)                         | 0 (32)                          | 3 (37)                          | 10 (50)                         | 10 (50)                         | 17 (63)                         | 14 (57)                         | 16 (61)                         | 11 (52)                         | 2 (36)                          | −2 (28)                         | −2 (28)                         |
| الهطول مم (إنش)                                                                                            | 5 (0.2)                         | 3.8 (0.15)                      | 3.8 (0.15)                      | 1.1 (0.04)                      | 0.5 (0.02)                      | 0.1 (0.00)                      | 0 (0)                           | 0 (0)                           | 0 (0)                           | 0.7 (0.03)                      | 3.8 (0.15)                      | 5.9 (0.23)                      | 24.7 (0.97)                     |
| متوسط أيام هطول الأمطار (≥ 0.01 mm)                                                                        | 3.5                             | 2.7                             | 1.9                             | 0.9                             | 0.5                             | 0.1                             | 0                               | 0                               | 0                               | 0.5                             | 1.3                             | 2.8                             | 14.2                            |
| متوسط الرطوبة النسبية (%)                                                                                  | 59                              | 54                              | 53                              | 47                              | 46                              | 49                              | 58                              | 61                              | 60                              | 60                              | 61                              | 61                              | 55.75                           |
| ساعات سطوع الشمس الشهرية                                                                                   | 217                             | 232                             | 279                             | 300                             | 310                             | 360                             | 372                             | 341                             | 300                             | 279                             | 240                             | 186                             | 3٬416                           |
| المصدر #1: المنظمة العالمية للأرصاد الجوية (UN), Climate Charts for mean, yearly temperatures and humidity |                                 |                                 |                                 |                                 |                                 |                                 |                                 |                                 |                                 |                                 |                                 |                                 |                                 |
| المصدر #2: Voodoo skies and Bing Weather for record temperatures, BBC Weather for sunshine                 |                                 |                                 |                                 |                                 |                                 |                                 |                                 |                                 |                                 |                                 |                                 |                                 |                                 |

| مخطط المناخ لالإسكندرية | مخطط المناخ لالإسكندرية | مخطط المناخ لالإسكندرية | مخطط المناخ لالإسكندرية | مخطط المناخ لالإسكندرية | مخطط المناخ لالإسكندرية | مخطط المناخ لالإسكندرية | مخطط المناخ لالإسكندرية | مخطط المناخ لالإسكندرية | مخطط المناخ لالإسكندرية | مخطط المناخ لالإسكندرية | مخطط المناخ لالإسكندرية |
| --- | ----------------------- | ----------------------- | ----------------------- | ----------------------- | ----------------------- | ----------------------- | ----------------------- | ----------------------- | ----------------------- | ----------------------- | ----------------------- |
| 01 | 02                      | 03                      | 04                      | 05                      | 06                      | 07                      | 08                      | 09                      | 10                      | 11                      | 12                      |
| 53 18 9 | 29 19 9                 | 14 21 11                | 3.6 24 13               | 1.3 27 17               | 0 29 20                 | 0 30 23                 | 0.1 30 23               | 0.8 30 21               | 9.4 28 18               | 32 24 14                | 53 20 11                |
| متوسط درجة-الحرارة °س مجاميع الهطل مم |                         |                         |                         |                         |                         |                         |                         |                         |                         |                         |                         |
| بالوحدات الإنكليزية \| 01 \| 02 \| 03 \| 04 \| 05 \| 06 \| 07 \| 08 \| 09 \| 10 \| 11 \| 12 \| \| 2.1 65 49 \| 1.1 67 49 \| 0.6 70 51 \| 0.1 75 56 \| 0.1 80 62 \| 0 83 69 \| 0 85 73 \| 0 87 74 \| 0 85 70 \| 0.4 82 64 \| 1.2 75 58 \| 2.1 68 51 \| \| متوسط درجة-الحرارة °ف مجاميع الهطول ″ \| \| \| \| \| \| \| \| \| \| \| \| |                         |                         |                         |                         |                         |                         |                         |                         |                         |                         |                         |
| 01 | 02                      | 03                      | 04                      | 05                      | 06                      | 07                      | 08                      | 09                      | 10                      | 11                      | 12                      |
| 2.1 65 49 | 1.1 67 49               | 0.6 70 51               | 0.1 75 56               | 0.1 80 62               | 0 83 69                 | 0 85 73                 | 0 87 74                 | 0 85 70                 | 0.4 82 64               | 1.2 75 58               | 2.1 68 51               |
| متوسط درجة-الحرارة °ف مجاميع الهطول ″ |                         |                         |                         |                         |                         |                         |                         |                         |                         |                         |                         |

| مخطط المناخ للأقصر | مخطط المناخ للأقصر | مخطط المناخ للأقصر | مخطط المناخ للأقصر | مخطط المناخ للأقصر | مخطط المناخ للأقصر | مخطط المناخ للأقصر | مخطط المناخ للأقصر | مخطط المناخ للأقصر | مخطط المناخ للأقصر | مخطط المناخ للأقصر | مخطط المناخ للأقصر |
| --- | ------------------ | ------------------ | ------------------ | ------------------ | ------------------ | ------------------ | ------------------ | ------------------ | ------------------ | ------------------ | ------------------ |
| 01 | 02                 | 03                 | 04                 | 05                 | 06                 | 07                 | 08                 | 09                 | 10                 | 11                 | 12                 |
| 0 23 5 | 0 25 7             | 0 27 10            | 0 35 16            | 0 39 20            | 0 41 23            | 0 41 24            | 0 40 23            | 0 39 21            | 1 35 17            | 0 29 12            | 0 24 7             |
| متوسط درجة-الحرارة °س مجاميع الهطل مم |                    |                    |                    |                    |                    |                    |                    |                    |                    |                    |                    |
| بالوحدات الإنكليزية \| 01 \| 02 \| 03 \| 04 \| 05 \| 06 \| 07 \| 08 \| 09 \| 10 \| 11 \| 12 \| \| 0 73 42 \| 0 78 45 \| 0 81 51 \| 0 95 61 \| 0 103 68 \| 0 107 73 \| 0 106 74 \| 0 105 74 \| 0 102 70 \| 0 96 63 \| 0 84 53 \| 0 76 45 \| \| متوسط درجة-الحرارة °ف مجاميع الهطول ″ \| \| \| \| \| \| \| \| \| \| \| \| |                    |                    |                    |                    |                    |                    |                    |                    |                    |                    |                    |
| 01 | 02                 | 03                 | 04                 | 05                 | 06                 | 07                 | 08                 | 09                 | 10                 | 11                 | 12                 |
| 0 73 42 | 0 78 45            | 0 81 51            | 0 95 61            | 0 103 68           | 0 107 73           | 0 106 74           | 0 105 74           | 0 102 70           | 0 96 63            | 0 84 53            | 0 76 45            |
| متوسط درجة-الحرارة °ف مجاميع الهطول ″ |                    |                    |                    |                    |                    |                    |                    |                    |                    |                    |                    |

| مخطط المناخ لسانت كاترين | مخطط المناخ لسانت كاترين | مخطط المناخ لسانت كاترين | مخطط المناخ لسانت كاترين | مخطط المناخ لسانت كاترين | مخطط المناخ لسانت كاترين | مخطط المناخ لسانت كاترين | مخطط المناخ لسانت كاترين | مخطط المناخ لسانت كاترين | مخطط المناخ لسانت كاترين | مخطط المناخ لسانت كاترين | مخطط المناخ لسانت كاترين |
| --- | ------------------------ | ------------------------ | ------------------------ | ------------------------ | ------------------------ | ------------------------ | ------------------------ | ------------------------ | ------------------------ | ------------------------ | ------------------------ |
| 01 | 02                       | 03                       | 04                       | 05                       | 06                       | 07                       | 08                       | 09                       | 10                       | 11                       | 12                       |
| 3 14 2 | 2 15 2                   | 4 19 6                   | 4 24 10                  | 0 28 14                  | 0 31 16                  | 0 32 18                  | 0 32 18                  | 0 31 16                  | 1 26 12                  | 3 20 7                   | 4 16 4                   |
| متوسط درجة-الحرارة °س مجاميع الهطل مم |                          |                          |                          |                          |                          |                          |                          |                          |                          |                          |                          |
| بالوحدات الإنكليزية \| 01 \| 02 \| 03 \| 04 \| 05 \| 06 \| 07 \| 08 \| 09 \| 10 \| 11 \| 12 \| \| 0.1 57 35 \| 0.1 58 36 \| 0.2 65 42 \| 0.2 75 50 \| 0 82 57 \| 0 88 61 \| 0 90 64 \| 0 90 64 \| 0 87 61 \| 0 78 54 \| 0.1 68 45 \| 0.2 60 39 \| \| متوسط درجة-الحرارة °ف مجاميع الهطول ″ \| \| \| \| \| \| \| \| \| \| \| \| |                          |                          |                          |                          |                          |                          |                          |                          |                          |                          |                          |
| 01 | 02                       | 03                       | 04                       | 05                       | 06                       | 07                       | 08                       | 09                       | 10                       | 11                       | 12                       |
| 0.1 57 35 | 0.1 58 36                | 0.2 65 42                | 0.2 75 50                | 0 82 57                  | 0 88 61                  | 0 90 64                  | 0 90 64                  | 0 87 61                  | 0 78 54                  | 0.1 68 45                | 0.2 60 39                |
| متوسط درجة-الحرارة °ف مجاميع الهطول ″ |                          |                          |                          |                          |                          |                          |                          |                          |                          |                          |                          |

خواص مناخ جديرة بالذكر
- رفح والإسكندرية من أكثر الأماكن رطوبة
- أسيوط أكثر مدينة جافة
- أسوان والأقصر هما أكثر المدن حرارة في الصيف
- سانت كاثرين فيها أبرد الليالي وأبرد فصول الشتاء

مدن ومستجدات فيها أبرد أيام الصيف
- مرسى مطروح
- بورسعيد

أماكن فيها أقل تقلبات درجات الحرارة
- بور سعيد
- رأس البر
- بلطيم
- دمياط
- الإسكندرية

الأماكن الأكثر رطوبة
- رفح
- الإسكندرية
- أبو قير
- بلطيم
- كفر الدوار
- مرسى مطروح

مدن أو منتجعات فيها أدفء ليالي الشتاء
- مرسى علم
- شرم الشيخ

مدن مع أعلى تقلبات درجات الحرارة بين الأيام والليالي
- الأقصر
- المنيا
- سوهاج
- قنا
- أسيوط

 المحافظات الأكثر تأثرا برياح الخماسين 
- الجيزة
- القليوبية